# Giovanni Pietro Tencalla
Giovanni Pietro Tencalla (* 17. November 1629 in Bissone, Tessin; † 6. März 1702 ebenda) war ein Tessiner Architekt des Barock.

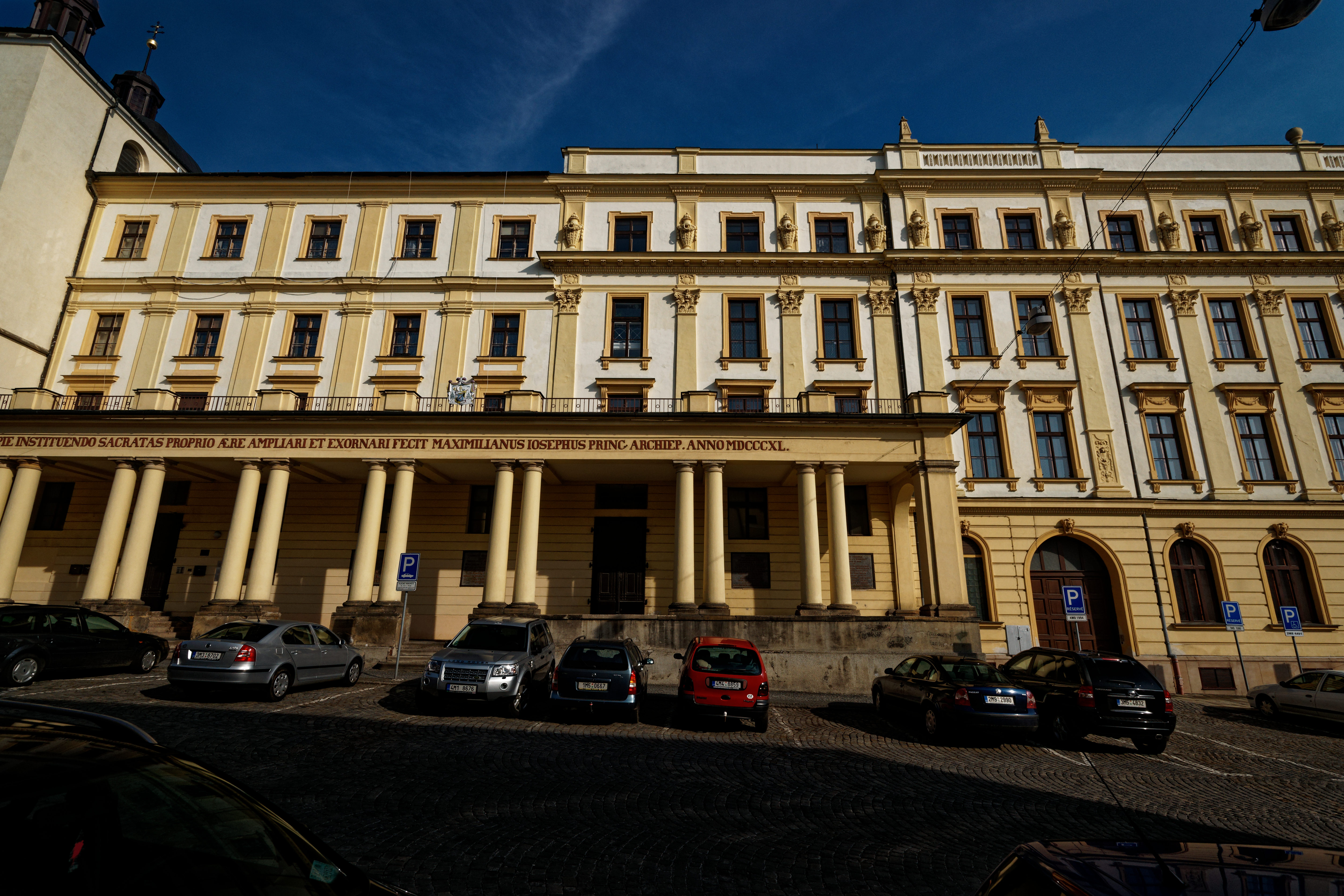
Giovanni Pietro Tencalla, Dominikanerkloster mit Portikus aus dem 19. Jahrhundert

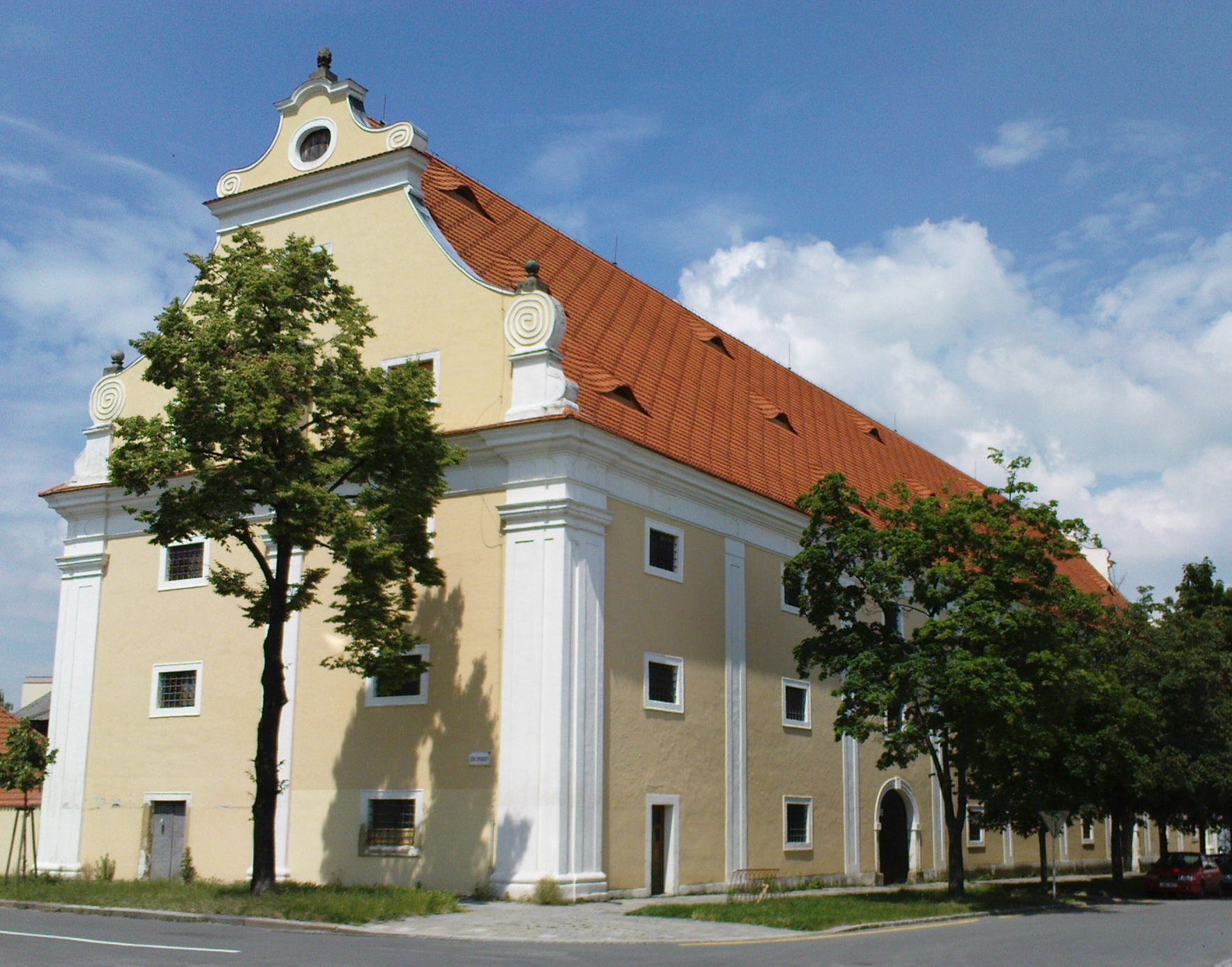
Giovanni Pietro Tencalla, Kirche in Kroměříž

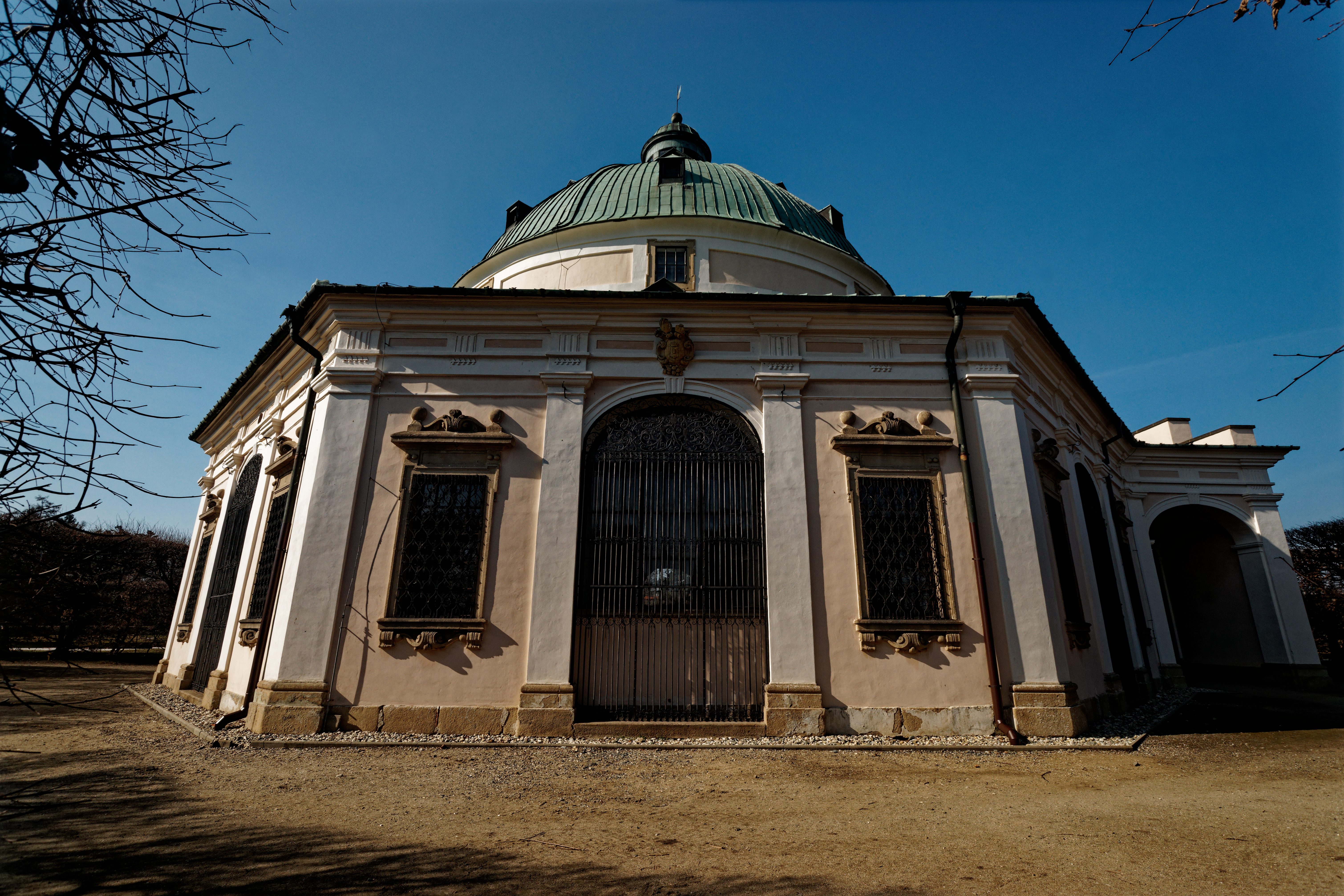
Giovanni Pietro Tencalla, Filiberto Lucchese, Barocker Blumengarten 1665–1675, Blick NNW auf die zentrale Rotunde, UNESCO-Weltkulturerbe.

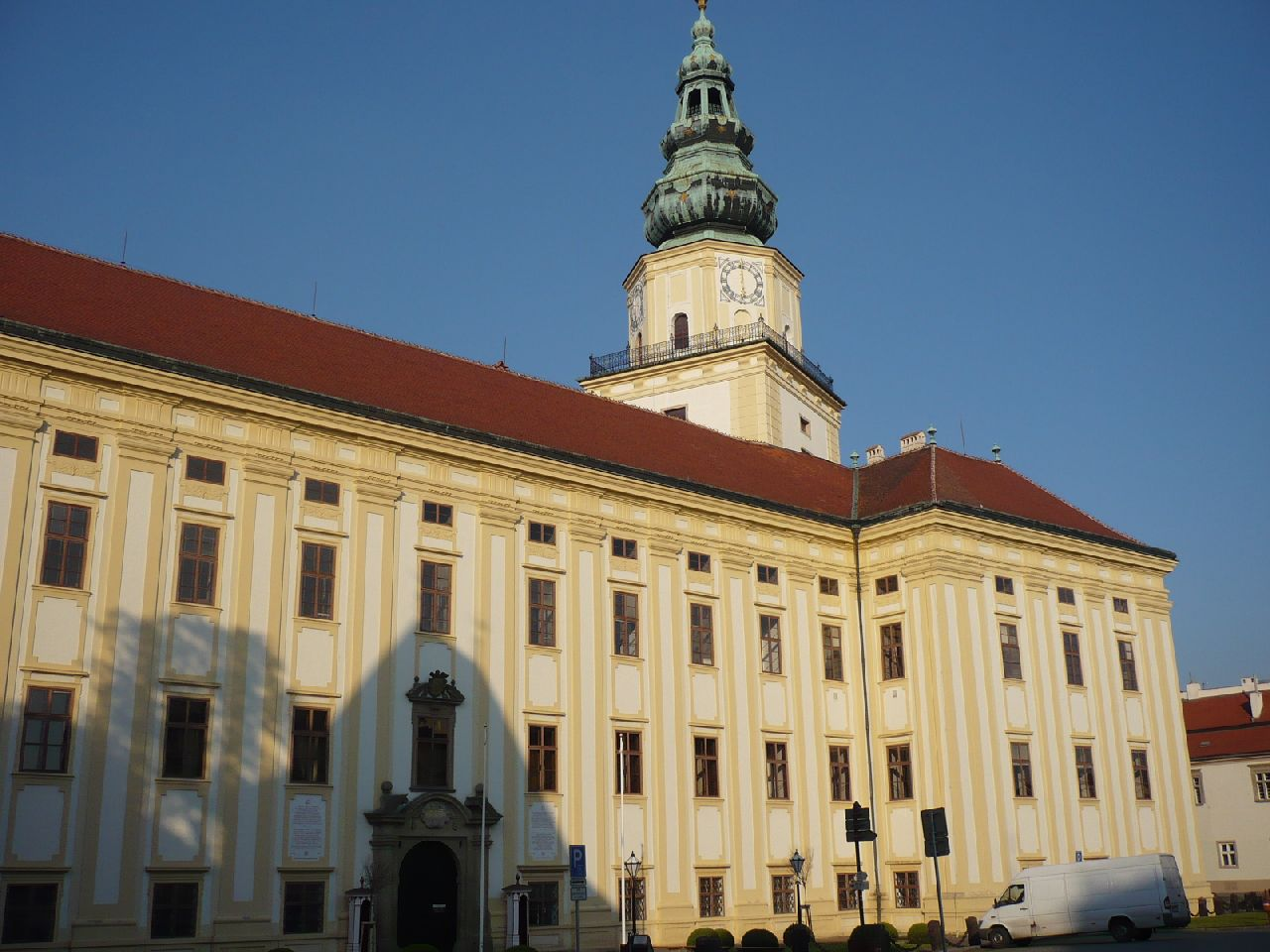
Schloss Kroměříž

## Werdegang
Giovanni Pietro Tencallas Eltern waren der k.k. Hofarchitekt Constante Tencalla und Marta, geborene Porro. Sein Onkel Giovanni Giacomo Tencalla holte ihn nach Wien. Bald nahm ihn der kaiserliche Hofbaumeister Filiberto Lucchese als Assistenten auf. Zehn Jahre lang, von 1656 bis 1666 arbeiteten sie zusammen, dann trat Tencalla die Nachfolge Luccheses an und wirkte seinerseits bis 1701 als kaiserlicher Hofbaumeister. Er arbeitete als Baumeister und Bildhauer in den Jahren 1656 bis 1692 für den kaiserlichen Hof der Habsburgermonarchie. Er baute 1670–1671 zwischen Lugano und Porlezza die Strasse, die vom See zum Caravina-Wallfahrtsort führt.
Zu den bedeutendsten Arbeiten Giovanni Pietros Tencalla zählt der Neubau sowie die Aufstockung des Leopoldinischen Traktes der Wiener Hofburg in den Jahren 1672 bis 1681 nach einem Brand. Von 1685 bis 1687 errichtete er für den kaiserlichen Oberststallmeister Philipp Sigmund Graf von Dietrichstein das heutige Palais Lobkowitz, einen der ältesten Palastbauten Wiens. Das Palais wechselte mehrmals den Besitzer. 1745 erbte es Ferdinand Philipp Fürst von Lobkowitz, dessen Stammhaus Schloss Roudnice war, das von Francesco Caratti und Antonio della Porta erbaut wurde. Das Palais ist heute Sitz des Österreichischen Theatermuseums. Auch das Palais Esterházy plante er vermutlich, es verlor jedoch weitgehend seine Gestalt im 18. und 19. Jahrhundert. Ebenso wird angenommen, dass das Theresianum nach den Zerstörungen von 1683 nach Plänen Tencallas von 1687 bis 1693 wieder aufgebaut wurde.
Der Blumengarten Kroměříž wurde beim Wiederaufbau der Stadt nach den Zerstörungen des Dreißigjährigen Krieges in den Jahren 1665 bis 1675 unter Bischof Karl II. von Liechtenstein-Kastelkorn (1664–1695) auf kargem und sumpfigem Boden hinter den Mauern der Stadt als Spätrenaissance-Garten angelegt (vergleiche Hortus Eystettensis in Eichstätt). Der ursprüngliche Name des Gartens war Libosad, heute ist er eine frühbarocke Parkanlage mit einer Fläche von 485 × 300 m, in der italienische und niederländische Einflüsse kombiniert wurden. Der Garten wurde von den italienischen Architekten Filiberto Lucchese und Giovanni Pietro Tencalla gestaltet. Als Lucchese 1666 unerwartet in Wien verstarb, führte Tencalla die Arbeiten bis 1674 zu Ende.

## Werke
Umfangreiche Aufträge erhielt Giovanni Pietro Tencalla von den Olmützer Bischöfen, für die er in Mähren bedeutende Bauten errichtete, z. B.:
- Olmütz: Barockisierung der St.-Michaels-Kirche (1673–1698; mit Domenico Martinelli)
- Kremsier: Architektonische Gestaltung des Blumengartens (Květná zahrada)
- Schloss Kroměříž: Barockumbau (zusammen mit Filiberto Lucchese)
- Schloss Chropyně: Pläne für den Barockumbau
- Kloster Hradisko: Barockumbau (1661–1750; zusammen mit Domenico Martinelli)
- Svatý Kopeček (Heiligenberg): Wallfahrtskirche Mariä Heimsuchung (1669–1679)
- Kloster Velehrad: Barockisierung der Klosterkirche (1684–1689)
- Mírov: Maria-Magdalena-Kirche
- Příbor: Piaristenkolleg
- Altwasser: Wallfahrtskirche St. Anna.

## Einzelnachweise

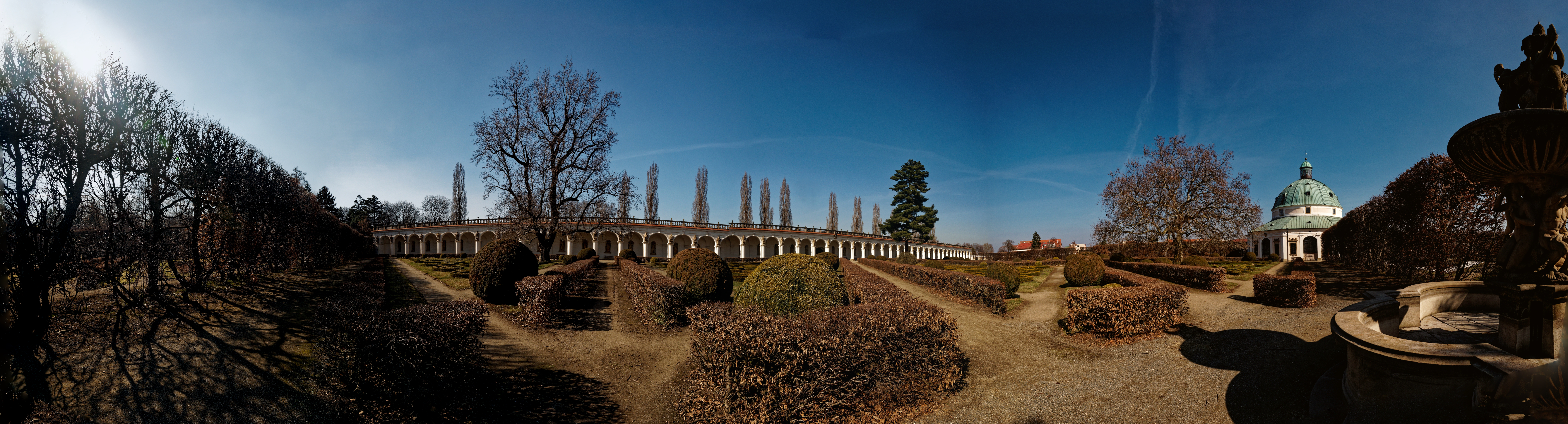
Barocker Blumengarten 1665–1675 von den Tessiner Architekten Filiberto Lucchese und Giovanni Pietro Tencalla, 244 m lange Skulpturenkolonnade, zentrale Rotunde und Tritonenbrunnen, UNESCO-Welterbe